# Ron Davies (Politiker)

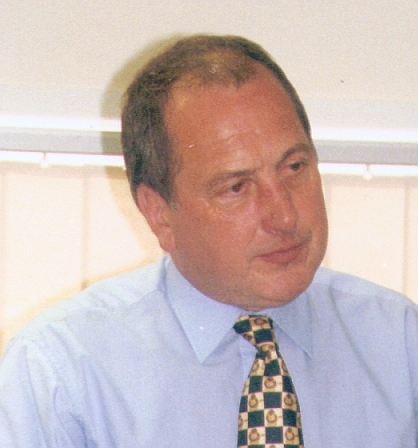
Ron Davies (1998)

Ron Davies (* 6. August 1946 in Machen, Monmouthshire, Wales) ist ein britischer Politiker der Labour Party, der den Wahlkreis Caerphilly im House of Commons vertrat und zeitweise Minister für Wales war.

## Leben

### Studium, Kommunalpolitiker und Unterhausabgeordneter
Nach dem Besuch der Bassaleg School studierte Davies Geografie am Portsmouth Polytechnic. Nach einem zeitgleichen Lehramtsstudium an der Cardiff University arbeitete er zwei Jahre als Lehrer und wurde dann 1970 Nachfolger von Neil Kinnock als Tutor und Organisator der Workers' Educational Association.
Seine politische Laufbahn begann er 1969 in der Kommunalpolitik, als er zum Mitglied des Gemeinderates seines Geburtsortes Machen gewählt wurde. 1970 wurde er Vorsitzender dieses Gemeinderates und damit im Alter von 24 jüngster Vorsitzender eines Gemeinderates Großbritanniens. Nach der kommunalen Neuorganisation wurde er 1974 Vorsitzender des Gemeinderates von Rhymney Valley und war zwischen 1974 und 1983 Berater für Weiterbildung bei der Bildungsbehörde von Mid Glamorgan.
Bei den Unterhauswahlen vom 9. Juni 1983 wurde Davies als Kandidat der Labour Party erstmals zum Mitglied in das House of Commons gewählt und gehörte diesem bis zum 7. Juni 2001 an. Im Oktober 1992 wurde er vom damaligen Vorsitzenden der Labour Party, John Smith, in dessen Schattenkabinett berufen, in dem er „Schattenminister“ für Wales war.

### Minister für Wales
Nach dem Wahlsieg der Labour Party bei den Unterhauswahlen vom 1. Mai 1997 wurde Davies von Premierminister Tony Blair zum Minister für Wales (Secretary of State for Wales) in dessen erstes Kabinett berufen.
Als eine der ersten Amtshandlungen erfolgte die Zahlung einer Entschädigungssumme für die Opfer des Grubenunglücks von Aberfan im Oktober 1966. Der Betrag von 150.000 Pfund Sterling wurde von einer früheren Labour-Regierung für die Sanierung des Geländes und nicht zur Entschädigung der Opfer genutzt. Allerdings hatte die Summe dreißig Jahre nach dem Unglück nur mehr symbolischen Wert und lag weit unterhalb des tatsächlichen Wertes im Jahr 1966. Im Juli 1997 verfasste er ein Weißbuch zur Vorbereitung des bevorstehenden Welsh devolution referendum, das zum Government of Wales Act führte, welches eine Teilautonomie von Wales unter Schaffung eines walisischen Parlaments, der National Assembly for Wales festlegte.
Im Oktober 1998 wurde er durch Alun Michael als Minister abgelöst. Er selbst wurde 1999 im Wahlkreis Caerphilly zum Mitglied der National Assembly for Wales gewählt und gehörte dieser bis 2003 an.
Aus Protest gegen den von der Labour-Regierung Tony Blairs unterstützten Irakkrieg trat er 2004 aus der Labour Party aus und wurde Mitglied der neugegründeten regionalen Partei Forward Wales (Cymru Ymlaen). Für diese kandidierte er bei den Europawahlen im Juni 2004 erfolglos für das Europäische Parlament und wurde später Mitglied von Plaid Cymru, einer weiteren Partei in Wales.